# Gullbergsvass
Gullbergsvass (PRONÚNCIA APROXIMADA gul-béris-vass) é um bairro do centro da cidade de Gotemburgo, na Suécia.

Hoje em dia está dominado pela presença de vias férreas, estradas, terminais de carga e de correio. Além da presença da Estação Central de Gotemburgo, e do seu parque de vias férreas, o bairro é atravessado pelas autoestradas E45 e E6, e é limitado a Norte pelo cais Gullbergskajen.

## Património
- Fortim do Leão
- Estação Central de Gotemburgo